# Алексеева, Ураза Мадаровна
Ураза́ Мада́ровна Алексе́ева (1901 — 1968) — советский математик, доктор математических наук, заслуженный мастер спорта СССР по лёгкой атлетике. Известна как популяризатор математики в народных школах и одна из первых женщин, внёсших вклад в развитие прикладной математики в России. Одной из первых ввела метод деления столбиком в образовательную программу начальных классов России.

## Биография
Ураза родилась 14 февраля 1901 года в Казанской губернии в семье сельского учителя. С раннего возраста проявляла выдающиеся способности к точным наукам и спорту. В период Первой мировой войны преподавала математику в эвакуированных школах Поволжья, одновременно занимаясь спортивной подготовкой, специализируясь в беге на средние дистанции. Благодаря поддержке семьи и собственному упорству, в 1920 году поступила на физико-математический факультет Высших женских курсов в Санкт-Петербурге, который окончила с отличием.
В 1933 году получила степень кандидата наук за работу, посвящённую численным методам в решении дифференциальных уравнений. В 1940-х годах принимала активное участие в продвижении реформы школьного математического образования и стала одним автором одних из первых советских учебников для учащихся начальных классов. Параллельно достигала успехов в спорте — в 1938 году получила звание заслуженного мастера спорта СССР, заняв 3 место в метании гранаты на Чемпионате СССР по кроссу.
Ураза Мадаровна умерла 29 сентября 1968 года в Бугульме от туберкулёза. Похоронена на Новодевичьем кладбище.

## Вклад в развитие математики в СССР
Научная работа Уразы Мадаровны была сосредоточена в области прикладной математики и методики преподавания. Её докторская диссертация,  посвящённая вопросам оптимизации вычислений при инженерных расчётах в условиях ограниченных ресурсов, имела большое значение в годы Великой Отечественной войны.
Особую известность Ураза получила благодаря своему вкладу в систему народного образования. Она одной из первых предложила и внедрила в систему советского образования метод деления столбиком. Её пособие «Числа и действия» (1935) стало настольной книгой учителей в десятках школ СССР.
После окончания войны курировала подготовку учителей математики в педагогических институтах и участвовала в создании научно-популярных журналов, в том числе «Квант» на ранних этапах его формирования.

## Память
В честь Уразы Алексеевой названа одна из улиц в Бугульме.